# Mīrābāī
Mīrābāī, (devanāgarī: मीराबाई), anche Mīrā Bāī o Mirabai (Merta, 1498 circa – 1546 circa), è stata una poetessa e mistica indiana del periodo Moghul.

## Biografia
Devota di Kṛṣṇa, Mīrābāī fu una principessa rājpūt del principato di Merta (Rajasthan), autrice di numerosi componimenti poetico musicali di natura mistico-religiosa, detti pada.
La biografia di Mīrābāī è avvolta nella leggenda sappiamo che avendo perso la propria in madre in tenera età viene allevata dal nonno, un devoto viṣṇuita che gli permette di coltivare un'istruzione letteraria e musicale. All'età di diciotto anni viene data in sposa al principe Bhoj Rāj, possibile erede del re di Mewar, Rānā Sāngā.
La leggenda narra che Mīrābāī si considerasse, già prima del matrimonio, sposa spirituale di Kṛṣṇa e che salita all'altare portasse con sé l'immagine del suo "divino" sposo. 
Fedele viṣṇuita, Mīrābāī si rifiuta, successivamente, di compiere i riti nei confronti della divinità propria della famiglia del marito, la dea Durgā, provocando così del disappunto nei suoi confronti. 
Bhoj Rāj muore presto e anche in questo caso Mīrābāī viola le consuetudini rifiutando di immolarsi sulla pira funebre del marito. Non solo, sempre più immersa nei canti e nelle danze devozionali in onore di Kṛṣṇa, inizia a ricevere la visita di devoti (bhakta) kṛṣṇaiti maschi o, persino, di fuori-casta, generando ulteriore riprovazione da parte della famiglia del marito defunto.
Seguendo gli insegnamenti del suo guru Ravidās, Mīrābāī viola, infatti, numerose norme sociali, non rispettando la rigida divisione indiana in caste ed aiutando gli avarṇa, i fuori-casta.
Sempre la leggenda narra che lo stesso imperatore Akbar volle farle visita in incognito per via della sua fama religiosa. 
Nel 1528 il re Rānā Sāngā, suocero di Mīrābāī muore. A succedergli sul trono è il figlio, cognato e acerrimo nemico della poetessa che tenta persino di avvelenare. Consapevole del pericolo Mīrābāī decide quindi di fuggire dal regno di Mewar divenendo un'asceta itinerante.
Nel suo cammino raggiunge la città santa di Vṛndāvana e lì incontra il mistico e teologo Jīva Gosvāmī (1513–1598), seguace del mistico bengalese Caitanya (1486-1533), il quale, tuttavia, in un primo momento, si rifiuta di riceverla avendo fatto voto di non incontrare le donne. Ma Mīrābāī ricorda al santo kṛṣṇaita che tutte le anime sono donne di fronte a Dio, Kṛṣṇa.
Giunta nella città di Dvārakā (oggi Dwarka di fronte al Mar Arabico), la poetessa prende rifugio definitivo nel locale tempio di Ranachor. 
Sempre la leggenda narra che la dinastia regale del Mewar, consapevole che la persecuzione e la lontananza Mīrābāī gli aveva precluso il favore divino, decide di inviare una delegazione di brahmani supplicanti per convincerla a tornare nel regno. 
Al deciso rifiuto di Mīrābāī di seguirli, questi brahmani minacciano di suicidarsi per mezzo del digiuno. Di fronte alla possibilità di compiere l'orrendo peccato consistente nell'uccisione, anche se indiretta, dei brahmani, Mīrābāī entra quindi nel tempio e lì scompare, fondendosi definitivamente con Kṛṣṇa, il Bhagavat, il suo sposo spirituale.

## L'opera

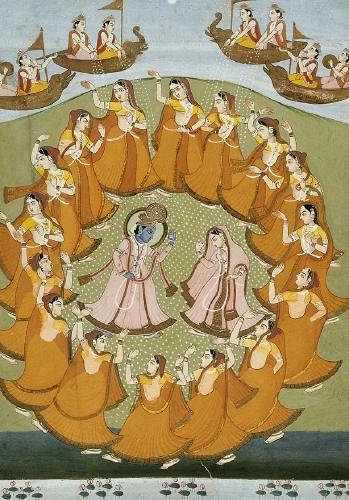
La gopī Rādhā e Kṛṣṇa danzano la rāsa-līlā, circondati dalle altre gopī (XIX secolo).

Non è dato di sapere quanti pada effettivamente scrisse Mīrābāī, esistono infatti testi che raccolgono da circa cinquanta a diverse centinaia di poesie a lei attribuite. Alcuni di questi testi si basano sulla edizione di antichi manoscritti, altri raccolgono opere appartenenti alla tradizione orale, diverse delle quali ancora nemmeno pubblicate. 
I temi inerenti all'opera di Mīrābāī si riassumono in uno solo, il suo amore (prema) per Kṛṣṇa, Dio, il Bhagavat:
(Mīrābāī. Da Maria Luisa Sangalli, Mirabai. Milano, RED, 2009, p. 91)